# 北関東工業地域
北関東工業地域（きたかんとうこうぎょうちいき）とは、群馬県・栃木県・茨城県（太平洋沿岸地域を除く）の工業地域。
埼玉県北部（熊谷市等）も含まれる場合がある。
太平洋沿岸部の機械工業・金属工業・石油化学工業と、東北自動車道・国道4号沿いの内陸型機械工業が生産額の大半を占める。
大規模装置産業から高度組立型産業への移行が，内陸部への立地を可能にした工業地域。1997年の出荷額は44兆2664億円、全国比は13.7％。広大な土地が確保でき、道路が整備され、交通の便が良くなったために内陸部に工業が発展した。

## 歴史
群馬県富岡市には明治時代に当時地場産業であった養蚕を発展させる形で製糸工場（富岡製糸場）が建てられ、殖産興業の奔りと成った。もともとこの地域では古くから桐生織や真岡木綿、結城紬といった伝統工芸が盛んであり、現在も生産額こそ小さいが繊維工業が営まれている。
群馬県太田市周辺や栃木県宇都宮市周辺といった内陸部には、太平洋戦争時に海岸部を避ける形で軍需工場が置かれ、これらが戦後の北関東における内陸型機械工業へと発展した。戦後、太田と宇都宮の軍需工場は自動車・鉄道車両生産工場やミシン工場等へと継承され（富士重工業（現在のSUBARU）、日本製鋼所、シンガー日鋼など）、現在も内陸型機械工業を中心とする工業団地が展開する。戦後は京浜工業地帯（東京都、神奈川県、埼玉県南部、千葉県東葛）の延長部として発展した。
主な工業都市は、宇都宮市（1.63兆円）、大田原市（0.83兆円）、太田市（1.98兆円）、伊勢崎市（1.09兆円）など（括弧内は2006年度年間工業製品出荷額）。

## 地域と種別
- 東北自動車道、国道4号沿線
  - 太田市…自動車、機械器具、化学
  - 大泉町…自動車、電気器具
  - 上三川町…自動車
  - 宇都宮市…機械器具、食品飲料、化学、金属製品
  - 大田原市…機械器具、化学
- 関越自動車道、国道17号沿線
  - 熊谷市…金属製品、化学
  - 深谷市…電気器具、化学
  - 高崎市…機械器具、化学、食品飲料
  - 伊勢崎市…機械器具、化学